# Räimaste
Koordinaten: 58° 20′ N, 22° 45′ O

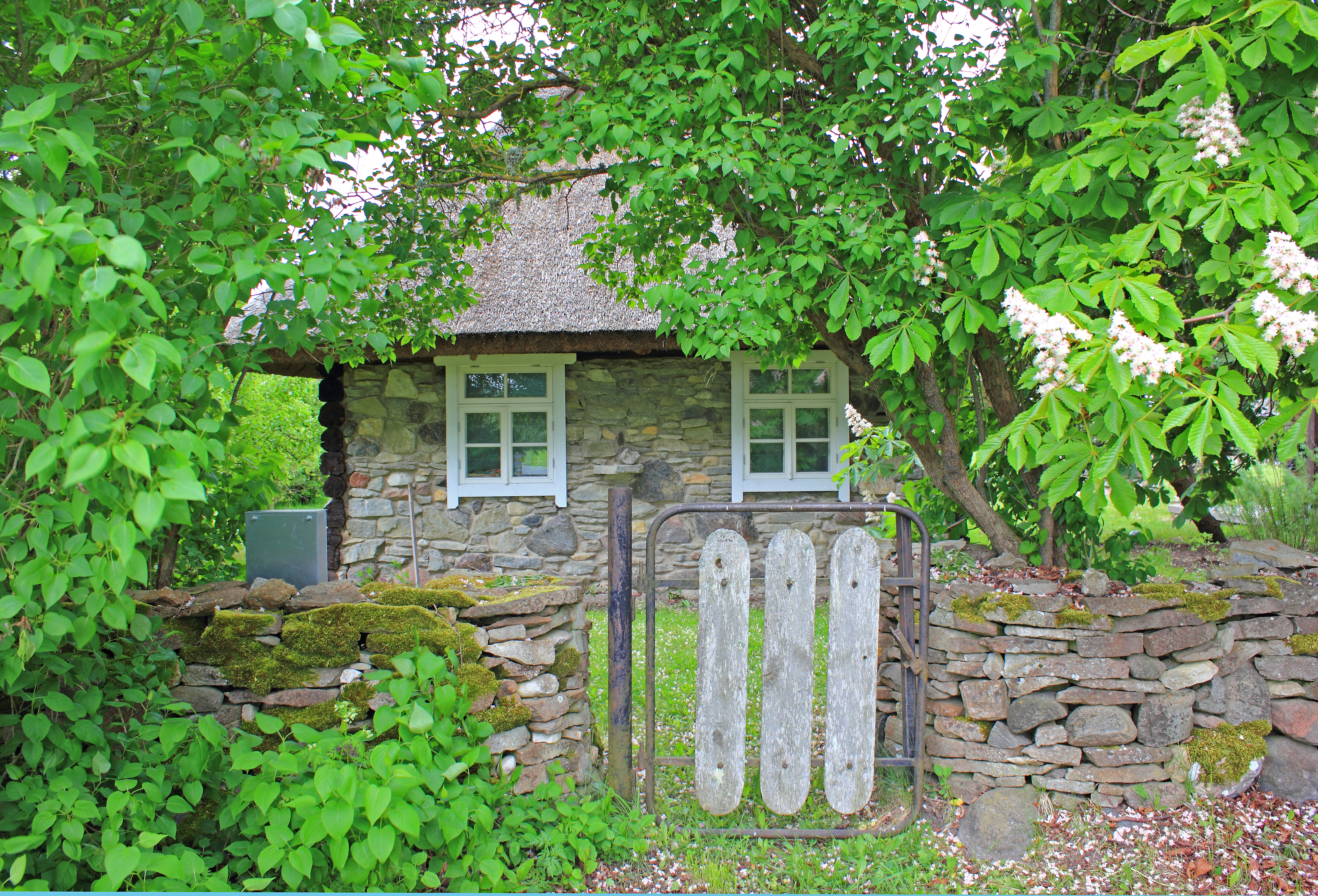
Altes Gehöft

Räimaste ist ein Dorf (estnisch küla) auf der größten estnischen Insel Saaremaa. Es gehört zur Landgemeinde Saaremaa (bis 2017: Landgemeinde Pihtla) im Kreis Saare.
Das Dorf hatte im Dezember 2011 keinen Einwohner.

## Lage
Räimaste liegt nordöstlich von Pihtla in einem abgeschiedenen Gebiet.